# جورج دبليو. تايلور
جورج دبليو. تايلور (بالإنجليزية: George W. Taylor)‏ هو محامي وسياسي أمريكي، ولد في 16 يناير 1849 في الولايات المتحدة، وتوفي في 21 ديسمبر 1932 في نفس البلد. حزبياً، نشط في الحزب الديمقراطي. وقد انتخب عضو مجلس النواب الأمريكي.